# Caldococcus
A Caldococcus egy Archaea nem a Desulfurococcales rendben. Az archeák – ősbaktériumok – egysejtű, sejtmag nélküli prokarióta szervezetek.

## Leírása
Tagjai a nemnek obligát anaerobak, hipertermofilak, gömb alakúak, szulfidot redukálnak, és ként oxidálnak. Megtalálhatóak a termálvízben például a Yellowstone Nemzeti Parknál.

### Caldococcus noboribetus
Caldococcus noboribetus géneket megváltoztattak hogy megértsék a jellemzőit a izocitrát dehidrogenáz ősi fehérjének. Egy tanulmány támogat egy elméletet miszerint az utolsó univerzális közös ős termofil vagy hipertermofil volt.
Egy izocitrát dehidrogenázt (ICDH) kódoló gént a Caldococcus noboribetusból klónozták, és  szekvenálták. Egy aminosav szekvenciája az ICDH-nak hasonlóságokat mutat a Vibrio és E. coli fajokban talált bakteriális ICDH génekkel. Az utóbbi szekvenciái körülbelül 50%-ban azonos az archeális ICDH-val. Az E. coliban a gént egy T7 promoterrel lekötve expresszállták és a kapott molekulatömege a génterméknek körülbelül 48,000 volt. Ez a becslés konzisztens volt egy aminosav szekvenciából levezetett becsléssel. A gén termék egy NADP függőséget is mutat azért hogy működjön 80 °C-nál.  A ICDH gént a C. noboribetusból izolálták hogy bizonyítsák a magasabb termostabilitását mint a gazdasejtből származó ICDH-é. Ettől az információtól valószínű hogy ez a faj információt nyújthat egy ősi hipertermofilre vonatkozólag. Az ilyen információ segít építeni egy teljes filogenetikai fát a hipertermofil archeáknak.

### Caldococcus litoralis
GC-tartalma jelentősen, 14%-ban eltér a Thermococcus celerétől. Szabálytalan gömb alakú, 0.7-2.1 µm méretű. A fajt egy forró vulkáni kürtőből izolálták a Kunashir szigeten, Japánban. Tengeri és extrém termofil szervezet, képes nőni 55-100 °C között, az optimális hőmérséklet 88 °C. Képes növekedni 5.9 -7.0 pH között optimális érték 6.4. Optimális körülmények alatt a generációs idő 44 perc 6 g pepton per literrel, és elemi kénnel, és egy elektron akceptorral.
Obligát anaerob. Peptideket használ szén és energiaforrásként, elemi kén jelenlétében nő, amit hidrogén-szulfiddá redukál.
Rezisztens a következő anyagokra: vankomicin, klóramfenikol, benzil-penicillin, sztreptomicin, és rifampicin. RNS-polimeráza nem reagál antitestekkel Desulfurococcus RNS-polimeráz ellen. GC-tartalma 41.0 ± 0.2 mol%.